# Baron Shepherd
Baronowie Shepherd 1. kreacji (parostwo Zjednoczonego Królestwa)
- 1946–1954: George Robert Shepherd, 1. baron Shepherd
- 1954–2001: Malcolm Newton Shepherd, 2. baron Shepherd
- 2001 -: Graeme George Shepherd, 3. baron Shepherd